# Manfred Stanley
Manfred Stanley, genannt „Manny“, (geboren als Manfred Intrator 19. November 1932 in Berlin; gestorben 7. September 2004 in Syracuse (New York)) war ein US-amerikanischer Soziologe.

## Leben

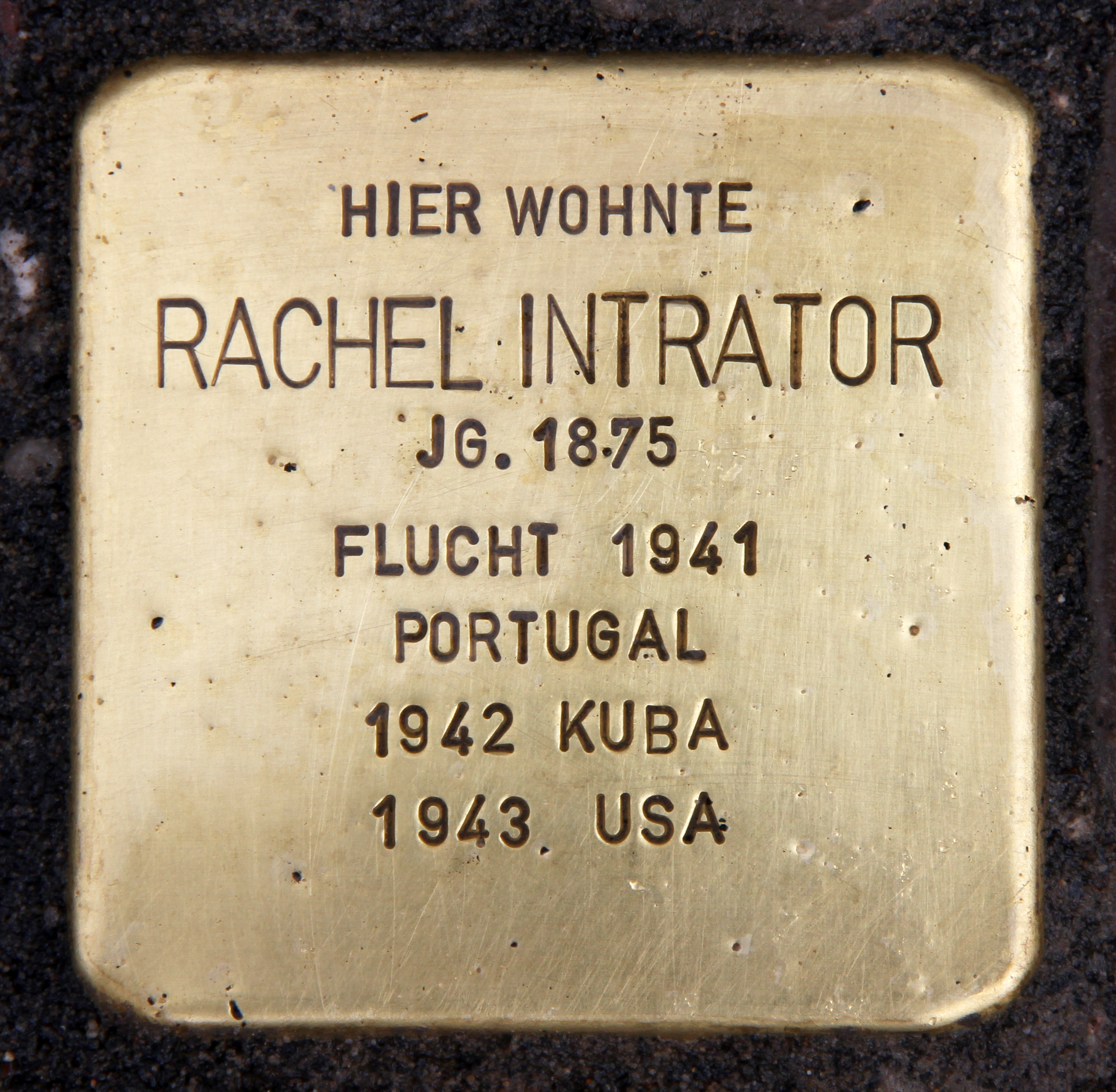
Stolperstein der Großmutter Rachel in Berlin

Manfred Intrator war ein Sohn des Konzertviolinisten Alexander Intrator (1905–2004) und der Schauspielerin Ilse Davidsohn, er hatte einen Bruder. Intrator floh 1939 mit seiner Mutter in die USA, seinem Vater gelang die Flucht nach England. Seine Eltern wurden während des Krieges geschieden, und Manfred wurde 1957 von  Milton Stanley, dem zweiten Ehepartner seiner Mutter, adoptiert. 
Intrator studierte von 1951 bis 1954 am City College New York und ab 1956 an der New York University, an der er 1965 promoviert wurde. Nunmehr unter dem Namen Manfred Stanley arbeitete er 1958/59 für eine protestantische Kirche, 1960/61 für eine Gesundheitsbehörde und hielt sich für ein Forschungsprojekt in Uganda auf. Von 1962 bis 1967 war er Assistant Professor für Soziologie am Wagner College in Staten Island. 1967 erhielt er eine Stelle an der Syracuse University, wurde im Folgejahr Associate Professor und 1974 Professor. 1998 wurde er dort emeritiert.  
Stanley heiratete Mary Breya, eine jüdische Emigrantin und Sozialwissenschaftlerin aus Polen, einer ihrer zwei Söhne ist der Philosoph Jason Stanley. 

## Schriften (Auswahl)
- The new elect ; a study of an emerging East African intelligentsia. Hochschulschrift: New York University, 1965.
- (Hrsg.): Social development; critical perspectives. New York: Basic Books, 1972.
- The Technological Conscience: Survival and Dignity in an Age of Expertise. New York: Free Press,  1978.